# Elliptera hungarica
Elliptera hungarica är en tvåvingeart som beskrevs av Madarassy 1881. Elliptera hungarica ingår i släktet Elliptera och familjen småharkrankar. Inga underarter finns listade i Catalogue of Life.